# Gangsta Gangsta
Gangsta Gangsta è un singolo del gruppo statunitense N.W.A, pubblicato il 5 settembre 1988 come terzo estratto dal secondo album in studio del gruppo Straight Outta Compton.
dalle le etichette discografiche Ruthless Records e Priority Records. Il brano è inoltre presente nelle raccolte Greatest Hits e The Best of N.W.A - The Strength of Street Knowledge.

## Sfondo
Il brano trasmette i pericoli di vivere nelle strade di Compton, della California e della South Central Los Angeles, ma parla anche del lato attraente della "vita da gangster". La canzone è stata coperta e rifatta più volte dopo la sua uscita, tra cui le versioni di The Game, Mack 10 e 57th Street Rogue Dog Villians con Tech N9ne e una parodia del testo che appare in "The Salaminizer" di Gwar.
I primi tre versi sono cantati da Ice Cube. Il quarto e ultimo verso è rappato da Eazy-E. La canzone è intervallata da interiezioni di altri membri della N.W.A.
La canzone contiene campioni da "God Make Me Funky" di The Headhunters , "Weak At The Knees" di Steve Arrington , "My Philosophy" di Boogie Down Productions  e "Be Thankful For What You Got" di William DeVaughn  tra gli altri.

## Tracce
1. Gangsta Gangsta (Radio Edit) – 5:36
2. Something Like That (Radio Edit) – 3:35
3. Gangsta Gangsta (Instrumental) – 4:04
4. Quiet On Tha Set – 3:59
5. Something 2 Dance 2 – 3:02

## Classifiche
| Classifica (1988-1989)  | Posizione massima |
| ----------------------- | ----------------- |
| Regno Unito             | 70                |
| Stati Uniti R&B/Hip-hop | 91                |
| Stati Uniti Rap         | 11                |